# Municipio de Stanford (Minnesota)
El municipio de Stanford (en inglés, Stanford Township) es un municipio del condado de Isanti, Minnesota, Estados Unidos. Tiene una población estimada, a mediados de 2021, de 2327 habitantes.

## Geografía
Está ubicado en las coordenadas 45°26′49″N 93°24′22″O / 45.44694, -93.40611 (45.446971, -93.406146). Según la Oficina del Censo de los Estados Unidos, tiene una superficie total de 101.9 km², de la cual 99.3 km² corresponden a tierra firme y 2,6 km² son agua.

## Demografía
Según el censo de 2020, en ese momento había 2299 personas residiendo en la zona. La densidad de población era de 23.2 hab./km². El 94.1 % de los habitantes eran blancos, el 0.4 % eran afroamericanos, el 0.3 % eran amerindios, el 1.2 % eran asiáticos, el 0.6 % eran de otras razas y el 3.4 % eran de una mezcla de razas. Del total de la población, el 1.1 % eran hispanos o latinos de cualquier raza.

## Gobierno
El municipio está gobernado por una Junta de Supervisores integrada por tres miembros, que en 2022 son Wayne Anderson, Loren Daudt y Scott Johnson. Hay también un secretario y un tesorero.